# Högsta islamiska rådet i Irak
Högsta islamiska rådet i Irak  (arabiska: المجلس الأعلى الإسلامي العراقي Al-Majlis Al-A'ala Al-Islami Al-'Iraqi), som brukar förkortas SIIC (av det engelska namnet, Supreme Islamic Iraqi Council), är ett shiamuslimskt politiskt parti i Irak. Partiet, som leds av Abdul Aziz al-Hakim, ingick vid valet i december 2005 i den segrande koalitionen Förenade irakiska alliansen.
Fram till i maj 2007 hette partiet SCIRI (Supreme Council for Islamic Revolution in Iraq, ’Högsta rådet för den islamiska revolutionen i Irak’).
Partiet har nära band till den shiamuslimska Badrmilisen. SCIRI var under Iran–Irak-kriget en upprorsgrupp som stöddes av Iran.